# Poble kamaiurá
Els kamaiurá són una tribu indígena de la conca amazònica de Brasil. El seu nom també s'escriu Kamayura i Kamayurá; significa "una plataforma elevada per guardar carn, olles i paelles". El kamaiurá pertany a la família tupí-guaraní.
Els kamaiurá viuen a la regió del Xingu superior juntament amb les tribus Kiabi, Yudja i Suya. Les formes de vida d’aquestes quatre tribus són força similars tot i tenir idiomes diferents. Els seus pobles es troben al voltant del llac Ipavu, que es troba a sis quilòmetres del riu Culuene. Molt més petita que altres cultures indígenes d'arreu del món, els kamaiurá lluiten per adaptar-se als efectes de la deforestació i al canvi climàtic.

## Població
El 2002 es calculava que hi havia 355 persones. El 2014 havien augmentat a 604 individus. Les seves xifres havien fet una bona recuperació d’un mínim històric de 94 persones registrat el 1954, la reducció anterior de xifres deguda a l'epidèmia de xarampió. La població total era de 264 quan l'aventurer Karl von den Steinen va visitar per primer cop la zona.

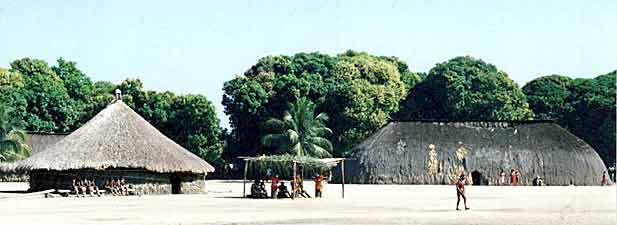
Habitatge kamaiurá

## Descripció dels pobles
El poblat kamayurá té un sostre rodó que està decorat amb sapé (Imperata brasiliensis) i la "casa de les flautes" conté importants instruments de flauta (jakui) que només poden tocar els homes. Davant d'aquesta casa hi ha una zona de reunions on els homes discuteixen viatges de pesca o planifiquen festivals, etc.
La casa és generalment fosca i és on viuen les dones i els nens. La selva tropical envolta tot el poble i també es poden trobar jardins privats.

## Història
Les autoritats brasileres van declarar la regió parc nacional el 1961 amb la intenció d'evitar altres intromissions i propagació d'epidèmies mortals als habitants locals. Actualment, els kamaiurá viuen a prop d'altres pobles indígenes, és a dir, els Kuikuro i Kalapalo, per exemple, a l'Alt Xingu. Pel que fa al contacte amb persones no indígenes, es va veure per primera vegada el 1884 amb l'exploració de Karl Von den Stein. En aquesta època els kamaiurá estaven situats a la vora del llac Ipavu. Karl Von den Stein va ser un explorador alemany i, amb la seva exploració, va oferir a altres exploradors la possibilitat de passar per la regió on es trobaven els kamaiurá. El 1942 es va crear l'Agència Federal, així com la Fundació Central Brasil, que va obrir carreteres i va establir campaments a la zona on vivien els kamaiurá. Aquestes carreteres obertes i campaments van afectar directament el kamaiurá a mesura que continuava el contacte amb persones no indígenes. El 1961 Funai va convertir el territori que habitaven els kamaiurá, en el que avui es coneix com a Parc Nacional.

## Organització social
La societat kamaiurá comprèn diversos pobles, un grup de germans és el propietari de cada llar. Decideixen quines tasques i activitats productives han de realitzar cada dia els seus membres.
Després del matrimoni, el marit es trasllada i viu a casa dels pares de la dona. Es poden establir aliances fortes a través dels matrimonis.
Els gèneres es separen poc després de la pubertat. Als nois se’ls ensenya a caçar menjar amb fletxes, a treballar de valent i a elaborar una cistella. La lluita es fa diàriament, cosa que enforteix els músculs. També s’entrenen en combat i se’ls ensenya habilitats de lideratge perquè puguin tenir cura de les seves pròpies famílies més endavant. Aquesta segregació dura fins a cinc anys abans de tornar.
Les adolescents durant l’aïllament han d’aprendre a teixir estores i a realitzar moltes tasques bàsiques de la llar. Al cap d’uns anys es preparen per casar-se, se’ls dona un nom nou i se’ls perforen les orelles. Les noies també aprenen a ballar i a tenir cura de la família.

## Cerimònies i rituals
Hi ha moltes cerimònies i rituals del poble kamaiurá. Alguns d’aquests rituals són: la festa dels difunts i la festa dels guerrers. L’objectiu d’aquests rituals és reunir els diversos grups ètnics de la zona de l’alt Xingu per celebrar la vida dels difunts.

## Dieta
La dieta tradicional kamaiurá consisteix generalment en peix, "beiju", farinetes, pebre i plàtans. El peix és la principal font de proteïna. Les aus són caçades a la selva tropical, mentre que les baies silvestres es recullen com a principal suplement alimentari. La majoria dels animals que porten pell es consideren tabú. Les àguiles poden ser un suplement pels peixos. També es recull mel i mandioca i es processa beiju i una sopa dolça anomenada "mohete".